# Soaresia uncina
Soaresia uncina is een hooiwagen uit de familie Gonyleptidae.